# Mirosław Petelicki

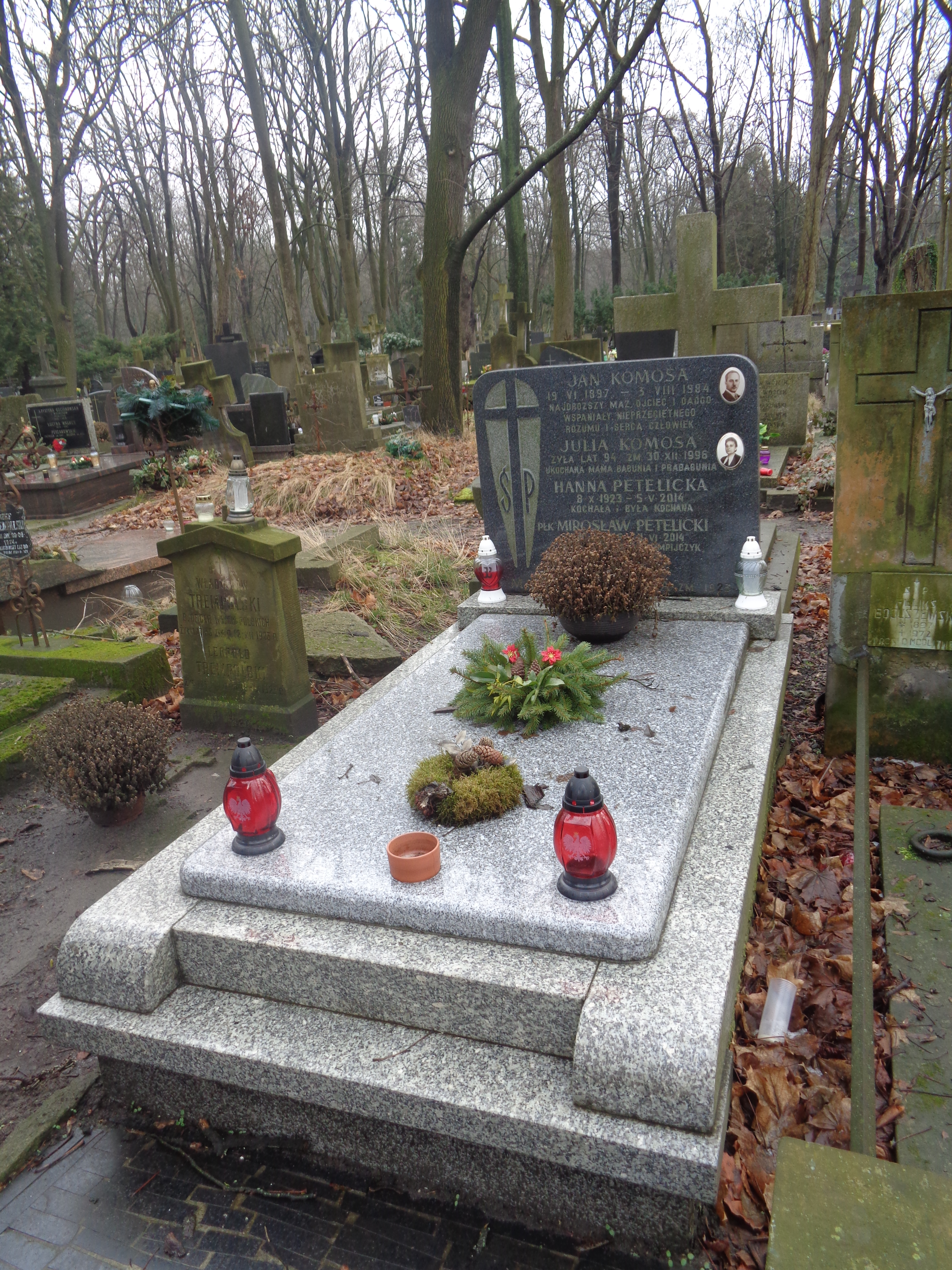
Grób Mirosława Petelickiego na cmentarzu Powązkowskim

Mirosław Petelicki, ps. Mirek (ur. 10 września 1916, zm. 11 czerwca 2014) – polski strzelec, medalista mistrzostw Europy. Pułkownik Ludowego Wojska Polskiego.

## Życiorys
Syn Stanisława, kawalerzysty I Korpusu Polskiego gen. Józefa Dowbora-Muśnickiego i Wojska Polskiego.
W 1937 roku wstąpił do Wojska Polskiego, w 1938 roku ukończył Szkołę Podchorążych Broni Pancernych w Modlinie. W 1939 roku otrzymał przydział do 2 Batalionu Broni Pancernej w Przemyślu. Walczył w kampanii wrześniowej, był ranny w rękę i nogę. Znalazł się w niewoli, z której uciekł.
Podczas okupacji pracował jako nauczyciel wiejski w Nieświczu, od 1941 roku, po agresji III Rzeszy na ZSRR, jako robotnik. Od 1943 roku działał w komunistycznej partyzantce, był członkiem i oficerem sztabu Brygady Spadochronowej „Grunwald” (przyjaźnił się z mjr Józefem Sobiesiakiem, dowódcą tej jednostki). Awansował na podporucznika. Uczestniczył w akcjach przeciwko polskiemu podziemiu zbrojnemu na Kielecczyźnie. Według zeznań por. Jana Szewczaka, Petelicki był jednym z żołnierzy zamieszanych w sprawie morderstwa trzech osób pochodzenia żydowskiego, którego dokonano w lipcu 1944 roku w okolicach Rakowa.
Po wojnie pracował w Oddziale Spraw Zagranicznych Sztabu Generalnego ludowego Wojska Polskiego. Był inicjatorem i współzałożycielem 25 czerwca 1974 roku Wojskowego Koła Łowieckiego „Dziczy Jar” przy Głównym Kwatermistrzostwie WP.
Mistrz Polski w strzelectwie. Jego największym międzynarodowym osiągnięciem był srebrny medal w trapie drużynowym na mistrzostwach Europy w 1964 roku w Bolonii (wraz z Adamem Smelczyńskim, Zygmuntem Kiszkurno i Juliuszem Lewartowskim). Zdobył 176 punktów, co było ostatnim wynikiem w polskiej drużynie.
Jego żoną była Hanna z d. Komosa (1923–2014), sekretarka szefa Departamentu Uzbrojenia Wojska Polskiego w Ministerstwie Obrony Narodowej. Miał z nią dwóch synów: Sławomira (1946–2012) i Janusza (ur. 1953).
Został pochowany 17 czerwca 2014 roku na cmentarzu Powązkowskim w Warszawie (kwatera 313-6-18). 

## Ordery i odznaczenia
- Złoty Krzyż Zasługi (11 października 1946)[8]
- Odznaka „Zasłużony Mistrz Sportu” (1970)[9]